# جورجیو براگلیا
جورجیو براگلیا (انگلیسی: Giorgio Braglia؛ زادهٔ ۱۹ فوریهٔ ۱۹۴۷) بازیکن فوتبال اهل ایتالیا است.
از باشگاه‌هایی که در آن بازی کرده‌است می‌توان به باشگاه فوتبال فیورنتینا، باشگاه فوتبال مودنا، باشگاه فوتبال فوجا، باشگاه فوتبال آ.اس. رم، باشگاه فوتبال برشا، باشگاه فوتبال آ.ث. میلان، و باشگاه فوتبال ناپولی اشاره کرد.